# Кефалонія
Кефало́нія (грец. Κεφαλονιά) — острів біля західних берегів Греції. Найбільший з Іонічних островів. Площа — 752 км². 6-й найбільший острів Греції. Складова периферії Іонічні острови. Належить муніципалітету (ному) Кефалінія цієї периферії. Складений з вапнякових плато і масивів висотою до 1 628 м (гора Енос). Середземноморські чагарники, ділянки лісів. Маслинові гаї. Вирощується тютюн, розташовані виноградники. Найвища гірська вершина — гора Енос. Більша частина гірського пасма має правовий статус національного парку. Центральний населений пункт — портове містечко Аргостоліон.

## Назва
- Кефалонія (грец. Κεφαλονιά, Kefalonia; лат. Cephalonia; італ. Cefalonia) — сучасна назва острова. Згідно з легендою походить від міфічного героя Кефала (Цефала), який допоміг володарю Амфітріону у війні проти тафійців і телебоанів[2]. У нагороду за службу герой отримав острів Саме, який відтоді став зватися Кефалонія.
- Кефаллінія, або Кефалленія (грец. Κεφαλληνία, Kefallinia; лат. Cephallenia) — антична і сучасна грецька назва[1].

## Географія

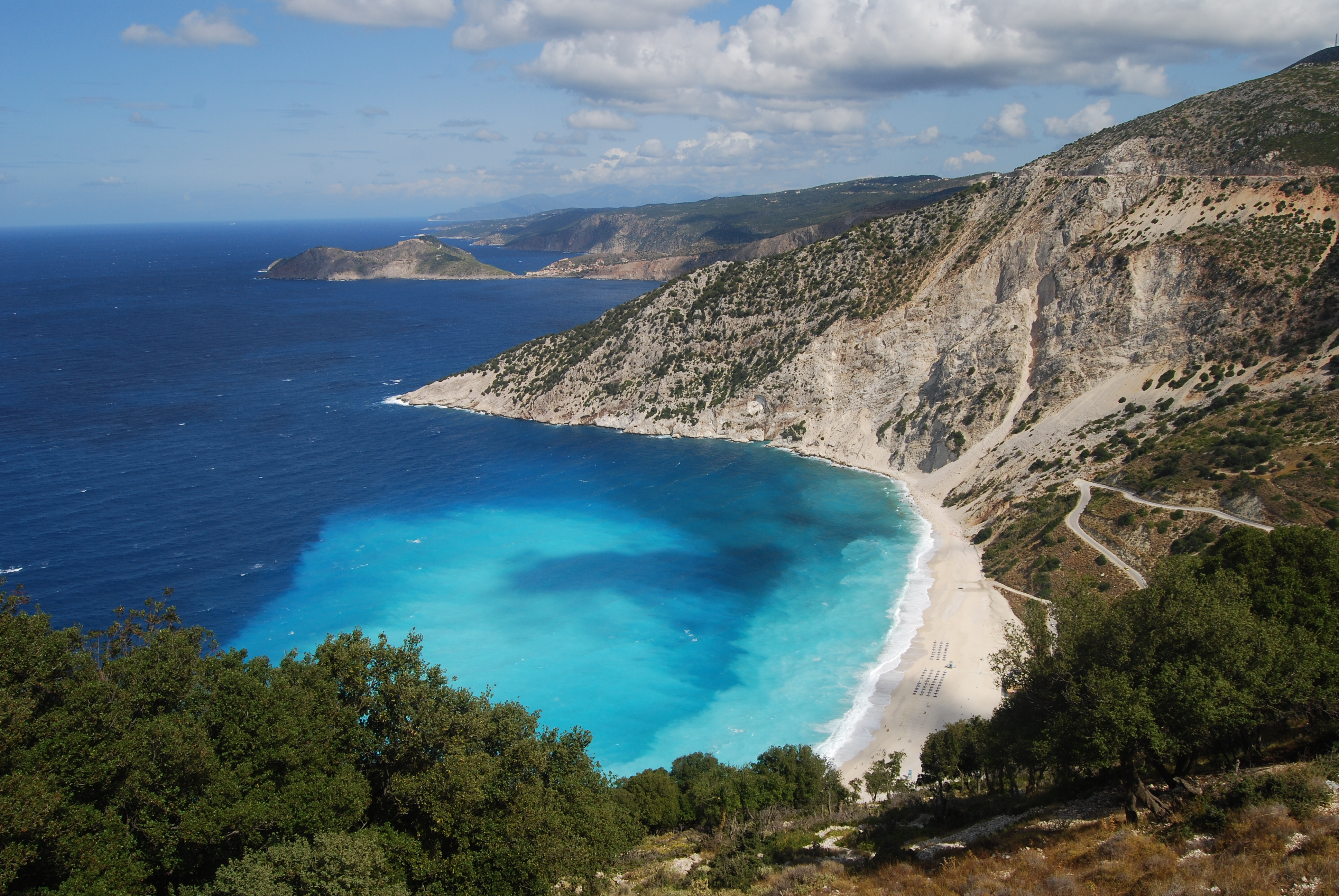
Пляж Миртос

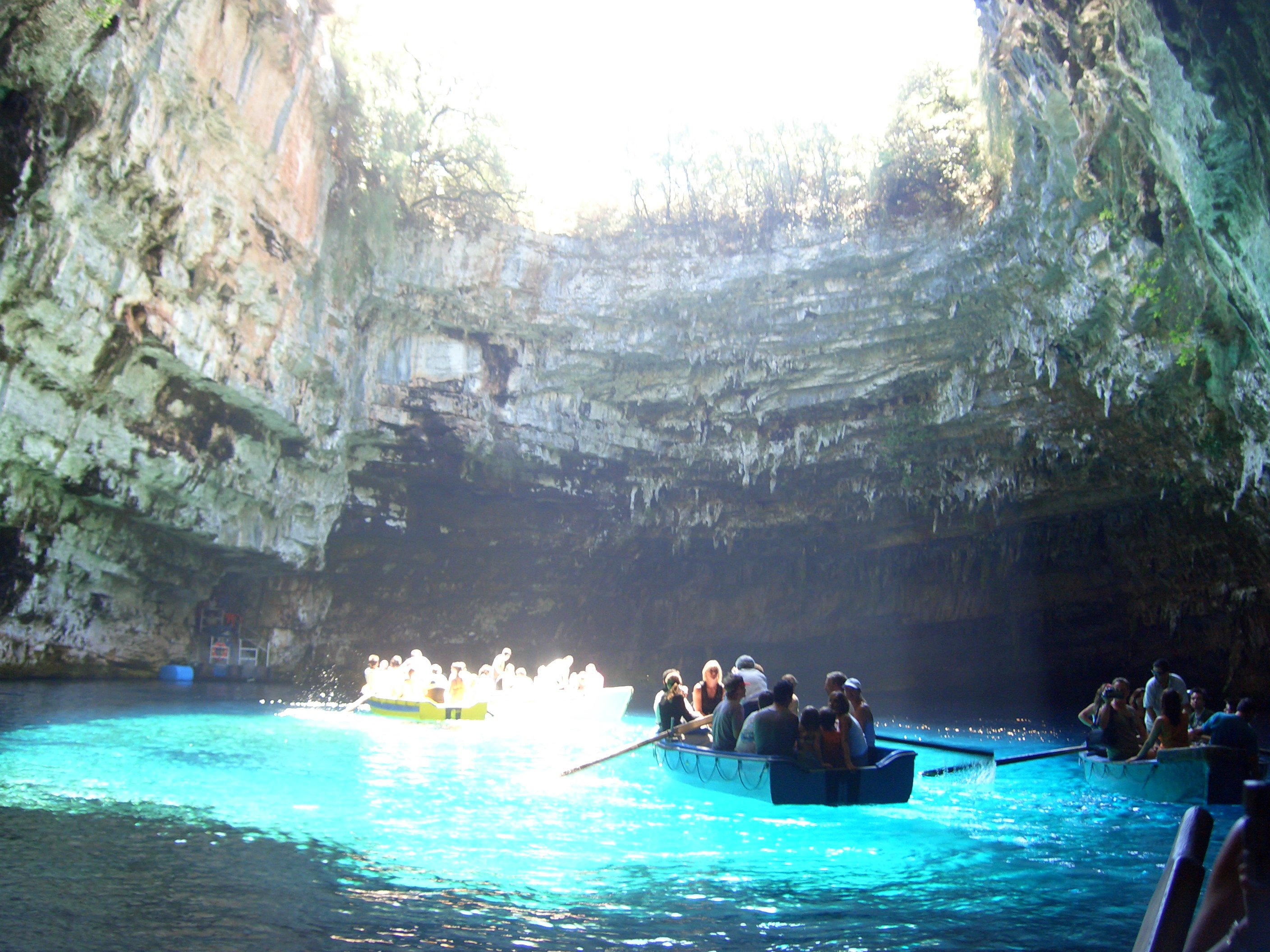
Печера Мелісані

Головним островом регіону є Кефалонія і має розмір 773 км², з щільністю населення 55 осіб на км². У місті Аргостоліон проживає третина жителів острова. Ліксоріон є другим великим поселенням, два міста разом складають майже дві третини населення префектури.

## Адміністративний поділ
- Самі (Кефалонія)

## Інфраструктура
- Міжнародний аеропорт острів Кефалінія

## Персоналії
- Ніколаос Платон — грецький археолог, відкрив мінойський палац у Закросі, останній серед відкритих на острові Крит палаців.
- Георгіос Бонанос — грецький скульптор початку 20 століття.

## У поп-культурі

### Відеоігри
- Assassin's Creed Odyssey (2018)